# Tom Waits
Thomas Alan Waits (ur. 7 grudnia 1949 w Pomonie) – amerykański wokalista, kompozytor, instrumentalista, autor tekstów, poeta i aktor.

## Życiorys
Choć twórczość Waitsa zaliczana jest przede wszystkim do rocka, to w jego muzyce krzyżują się wpływy jazzu, bluesa, folku, rock and rolla i tradycyjnego popu.
Tom Waits gra na instrumentach klawiszowych, gitarze, akordeonie oraz niekonwencjonalnych instrumentach, np. na chamberlinie. Na początku kariery (głównie przed wydaniem albumu Swordfishtrombones w 1983 roku) śpiewał najczęściej przy akompaniamencie sekcji jazzowych. Później, wraz z rozwojem ogólnej koncepcji muzycznej, brzmienie jego utworów zaczęło być bardziej rockowo-eksperymentalne. O jego albumie Rain Dogs jeden z krytyków napisał, że „był on tym punktem ostatecznej przemiany Waitsa z ekscentrycznego piosenkarza w prawdziwie dziwnego piosenkarza”.
Bardzo charakterystyczną cechą muzyki Waitsa jest jego niski głos. Śpiewa on swoje własne bardzo osobiste, melancholijne, gorzkie w wymowie, cyniczne, przesycone czarnym humorem poezje. Często są inspirowane literackimi dokonaniami przedstawicieli amerykańskiej literatury beat, zwłaszcza Jacka Kerouaca i Charlesa Bukowskiego. Sukcesy występów artysty charakteryzujące się kameralną teatralnością skłoniły Waitsa do spróbowania szczęścia w zawodzie aktora. Zagrał najczęściej epizodyczne, charakterystyczne role w kilku filmach, zyskując dobre recenzje krytyków. Tom Waits komponuje również muzykę filmową. Także niektóre z jego piosenek zostały wykorzystane w filmowych produkcjach. Współpracował m.in. z takimi reżyserami jak: Francis Ford Coppola, Jim Jarmusch, Robert Altman, Héctor Babenco, Terry Gilliam.
Waits jest od 1980 roku żonaty z Kathleen Brennan (wcześniej był związany z Rickie Lee Jones). Ma troje dzieci: córkę Kellesimone i synów Caseya Xaviera i Sullivana.
Zawsze wolał nagrywać dla małych wytwórni. Gdy jakaś stawała się „zbyt duża”, przenosił się do innej. Nigdy nie wystąpił w reklamie, uważając że byłoby to poniżające dla artysty. Nie zgodził się też na wielokrotne próby użycia jego muzyki w jakiejkolwiek z nich. Ma za to na koncie kilka wygranych pozwów o nielegalne użycie jego muzyki w celach komercyjnych, m.in. z Frito Lay, Audi, Oplem.
W Polsce dotychczas wydano dwie biografie tego artysty (na rynku angielskim i amerykańskim jest ich kilka). Są to, wydana w Krakowie w 1995 roku, książka Patricka Humphriesa Tom Waits. To fortepian jest pijany, nie ja... i pozycja Dzikie lata. Muzyka i mit Toma Waitsa napisana przez Jaya S. Jacobsa (Wydawnictwo Dolnośląskie 2007).
Wiosną 2000 roku Tom Waits wystąpił w Polsce, w Sali Kongresowej.
Waits jest członkiem tajnego stowarzyszenia znanego jako Sons of Lee Marvin.

## Albumy
| Rok  | Tytuł                                 | Uwagi                                                         |
| ---- | ------------------------------------- | ------------------------------------------------------------- |
| 1973 | Closing Time                          |                                                               |
| 1974 | The Heart of Saturday Night           |                                                               |
| 1975 | Nighthawks at the Diner               | nagrany na żywo przy małej widowni                            |
| 1976 | Small Change                          |                                                               |
| 1977 | Foreign Affairs                       |                                                               |
| 1978 | Blue Valentine                        |                                                               |
| 1980 | Heartattack and Vine                  |                                                               |
| 1982 | One From the Heart                    | Ścieżka dźwiękowa do filmu Francisa Forda Coppolli            |
| 1983 | Swordfishtrombones                    |                                                               |
| 1985 | Rain Dogs                             |                                                               |
| 1987 | Franks Wild Years                     | Muzyka teatralna                                              |
| 1988 | Big Time                              | Koncertowe CD, film i wideo                                   |
| 1991 | Night on Earth                        | Ścieżka dźwiękowa do filmu Jima Jarmuscha                     |
| 1992 | Bone Machine                          | Nagroda Grammy Best Alternative Music Album                   |
| 1993 | The Black Rider                       | we współpracy z W.S. Burroughsem. Muzyka do sztuki teatralnej |
| 1999 | Mule Variations                       | Nagroda Grammy Best Contemporary Folk Album                   |
| 2002 | Blood Money                           |                                                               |
| 2002 | Alice                                 | Opera                                                         |
| 2004 | Real Gone                             |                                                               |
| 2006 | Orphans: Brawlers, Bawlers & Bastards | 3 CD                                                          |
| 2009 | Glitter and Doom Live                 | 2 CD, Nagranie koncertowe z trasy „Glitter and Doom”          |
| 2011 | Bad as Me                             |                                                               |

## Kompilacje
- 1983 Anthology of Tom Waits (Elektra)
- 1986 Asylum Years
- 1991 The Early Years, Volume One
- 1993 The Early Years, Volume Two
- 1998 Beautiful Maladies: The Island Years
- 2001 Used Songs 1973–1980

## Współpraca i jako sideman
- 1991 Sailing the Seas of Cheese, Primus: Waits śpiewa w utworze Tommy the Cat
- 1993 Jesus Blood Never Failed Me Yet, Gavin Bryars: występ gościnny jako wokalista
- 1999 Antipop, Primus: śpiew, gra na melotronie (Intro i Coattails of a Dead Man)
- 2000 Helium, Tin Hat Trio: Waits występuje gościnnie w utworze Helium Reprise
- 2001 It's A Wonderful Life, Sparklehorse: Waits śpiewa w utworze „Dog Door”
- 2004 The Ride Los Lobos: Waits śpiewa w utworze „Kitate”
- 2004 The Late Great D. Johnston różni artyści: śpiewa utwór Johnstona „King Kong”
- 2008? Such Unlikely Covers – z E. Costello w I Forgot More Than You’ll Ever Know[4]

## Jako producent
- 1999 Extremely Cool Chucka E. Weissa
- 2001 Wicked Grin Johna Hammonda

## Tribute albumy
- 1995 Temptation, Holly Cole
- 1995 Step Right Up, różni artyści
- 2000 New Coat of Paint, różni artyści
- 2001 Wicked Grin, John Hammond
- 2003 Piosenki Toma Waitsa, Kazik Staszewski
- 2004 Step Right Up: The Songs of Tom Waits, różni artyści
- 2008 Anywhere I Lay My Head, Scarlett Johansson
- 2008 Female Tribute to Tom Waits, różni artyści

## Trasy koncertowe
- 1973 Closing Time
- 1974–1975 The Heart Of Saturday Night
- 1975–1976 Small Change
- 1977 Foreign Affairs
- 1978–1979 Blue Valentine
- 1980–1982 Heartattack and Vine
- 1985 Rain Dogs
- 1987 Big Time
- 1999 Get Behind The Mule Tour
- 2004 Real Gone Tour
- 2008 Glitter and Doom Tour

## Filmografia
- 1978  Paradise Alley debiut filmowy jako Mumbles
- 1982 Ten od serca (One from the Heart) F.F. Coppoli[5] jako Muzyk (trębacz)
- 1983 Outsiderzy (The Outsiders) jako Buck Merrill
- 1983 Rumble Fish jako Bennie
- 1984 Chłopiec z marmuru (The Stone Boy) jako człowiek na karnawale
- 1984 Cotton Club jako Irving Stark
- 1986 Poza prawem (Down by Law) jako Zack
- 1987 Chwasty (Ironweed) jako Rudy The Kraut
- 1987 Candy Mountain jako Al Silk
- 1989 Niedźwiedź: Miejska bajka[6] jako Punch & Judy Man
- 1989 Strach ma wielkie oczy (Cold Feet) jako Kenny
- 1989 Mystery Train jako głos DJ-a radiowego
- 1989 Morze miłości (Sea of Love) jako kompozytor muzyki do filmu
- 1990 Dwóch Jake’ów (The Two Jakes)
- 1991Zabawa w Boga (At Play in the Fields of the Lord) jako Wolf
- 1991 Fisher King jako żebrak – weteran wojenny
- 1991 Noc na Ziemi (z Kathleen Brennan) jako autor tematu muzycznego
- 1991 Przyjaciele w Queens (Queens Logic) jako Monte
- 1992 Serce Ameryki (American Heart) jako kompozytor[7] piosenek do filmu
- 1992 Drakula jako R.M. Renfield
- 1993 Coffee and Cigarettes: Somewhere In America jako rozmówca z Iggy Popem
- 1993 Na skróty (Short Cuts) jako Earl Piggott
- 1996 Przed egzekucją (Dead Men Walking)[8] autor 2 utworów[9] (ścieżka dźwiękowa)
- 1996 Koniec przemocy (The End of Violence)[10] autor piosenki[11] (ścieżka dźwięk.)
- 1999 Superbohaterowie (Mystery Men) jako Doc Heller
- 2004 Shrek 2 jako kompozytor (z Kathleen Brennan) ścieżki dźwiękowej
- 2005 Domino jako ksiądz-tułacz
- 2005 Życie ukryte w słowach  (Vida secreta de las palabras, La) jako autor utworu[12]
- 2006 Tamten świat samobójców (Wristcutters: A Love Story) jako Kneller
- 2009 Parnassus: Człowiek, który oszukał diabła[13] jako Mr. Nick (Szatan)
- 2010 Księga ocalenia (The Book of Eli) jako  inżynier
- 2012 7 psychopatów (7 Psychopaths) jako Zachariah – seryjny morderca
- 2018 Gentleman z rewolwerem (The Old Man & the Gun) jako Waller
- 2018 Ballada o Busterze Scruggsie  jako poszukiwacz złota
- 2019 Truposze nie umierają jako Pustelnik Bob